# Mihai Eminescu
Mihai Eminescu (rođen kao Mihail Eminovici, Botoșani, 15. siječnja 1850. - Bukurešt, 15. lipnja 1889.) - romantični pjesnik, književnik i novinar, često se smatra najpoznatijim i najutjecajnijim rumunjskim pjesnikom.
Eminescu je bio aktivni član književnog društva "Junimea" i radio je kao urednik u novinama "Timpul" ("Vrijeme"), službenome list Konzervativne stranke (1880. – 1918.).
Poezija mu je prvi put objavljena, kada je imao 16 godina, a s 19 godina odlazi u Beč na studij. Najznačajnije mu je djelo poema "Večernja zvijezda" (Luceafărul), koja se smatra rumunjskim nacionalnim epom. Među pjesmama ističu se pet "Poslanica" (Scrisoarea I-V), "Modri cvijet" (Floare albastră), "Molitva jednog Dačanina" (Rugăciunea unui Dac), "Mortua est!" te mnoge ljubavne pjesme.
Pjesnikovi rukopisi, koji sadrže 46 svezaka i oko 14,000 stranica, darovani su rumunjskoj akademiji 25. siječnja 1902.
Njegov lik nalazi se na novčanici od 500 rumunjskih leja.